# 佳木斯站
佳木斯站是位于中国黑龙江省佳木斯市前进区的一座铁路特等站，始建于1935年，有图佳铁路、绥佳铁路、哈佳铁路和牡佳客运专线经过该站。此外，在客运运价里程表中，佳富铁路的起点也记作佳木斯站。

## 历史
佳木斯站始建于1935年，1937年1月15日临时营业，站房则于1937年7月1日正式投入使用。当时车站站舍总面积422.57平方米，一、二等候车室面积37.5 平方米、三等候车室192平方米、行包房62平方米、仓库71.4平方米、站长室24.8平方米、其它34.87平方米。站场设2条到发线、2座旅客站台。1936年11月11日在市区沿江处（今港务局附近）设立埠头驿，通过正线4.1公里的联络线连接车站。1950年代初拆除:495。
1939年松花江铁路大桥建成后，车站接入绥佳铁路和鹤岗铁路，站内增建5道编组线和第三旅客站台。主要用于运输三江地区出产的木材、粮食、矿产等资源。1945年佳富铁路相继建成通车:495。
1957年佳木斯站增建第二旅客候车室，同时进行站场改造:496。
截至1989年，佳木斯站为一等站，站房面积3787平方米，其中候车室752平方米、售票厅662平方米、行李房面积480平方米、仓库面积395平方米。站线中到发线5条、编组线11条、牵出线2条；旅客站台2座，通过天桥连接。货场总面积11.1万平方米，设有8条装卸线、7座货物站台，并接驳主要企业专用线99条:496。
1991年车站重建站房。新站房于8月30日开工，1993年8月30日竣工，10月20日剪彩并开始启用。同时车站于1992年由一等站晋升为特等站。截至2008年佳木斯站站场设有10条到发线（含2条正线）、11条编组线。其中1~V道接发客运列车、Ⅱ~10道接发货物列车、11~21道为本站中转、作业车。
2016年6月，佳木斯站综合改造工程开工，既有货场及调车场转移至东佳木斯站。工程内容包括拆除既有调车场、维修北站房、新建南站房、建设高架候车厅，形成南北站房线上候车的格局。调车场拆除后先建设新到发场8-12道，同时对既有1-7道进行改造。工程用地总面积11.9万㎡，总建筑面积地上5.65万㎡、地下5.03万㎡，建成后规模为7台14线。
2017年4月29日，佳木斯站新建4 ，5站台启用，佳木斯站进入高站台时代。同时高架候车室北侧部分开始施工，拆除既有1-3站台和天桥。2017年9月8日凌晨1时，佳木斯站南站房及高架候车室正式开通运营，同时北站房进行封闭改造施工。北站房于2018年9月30日随哈佳铁路一齐开通。

## 车站结构

### 站房

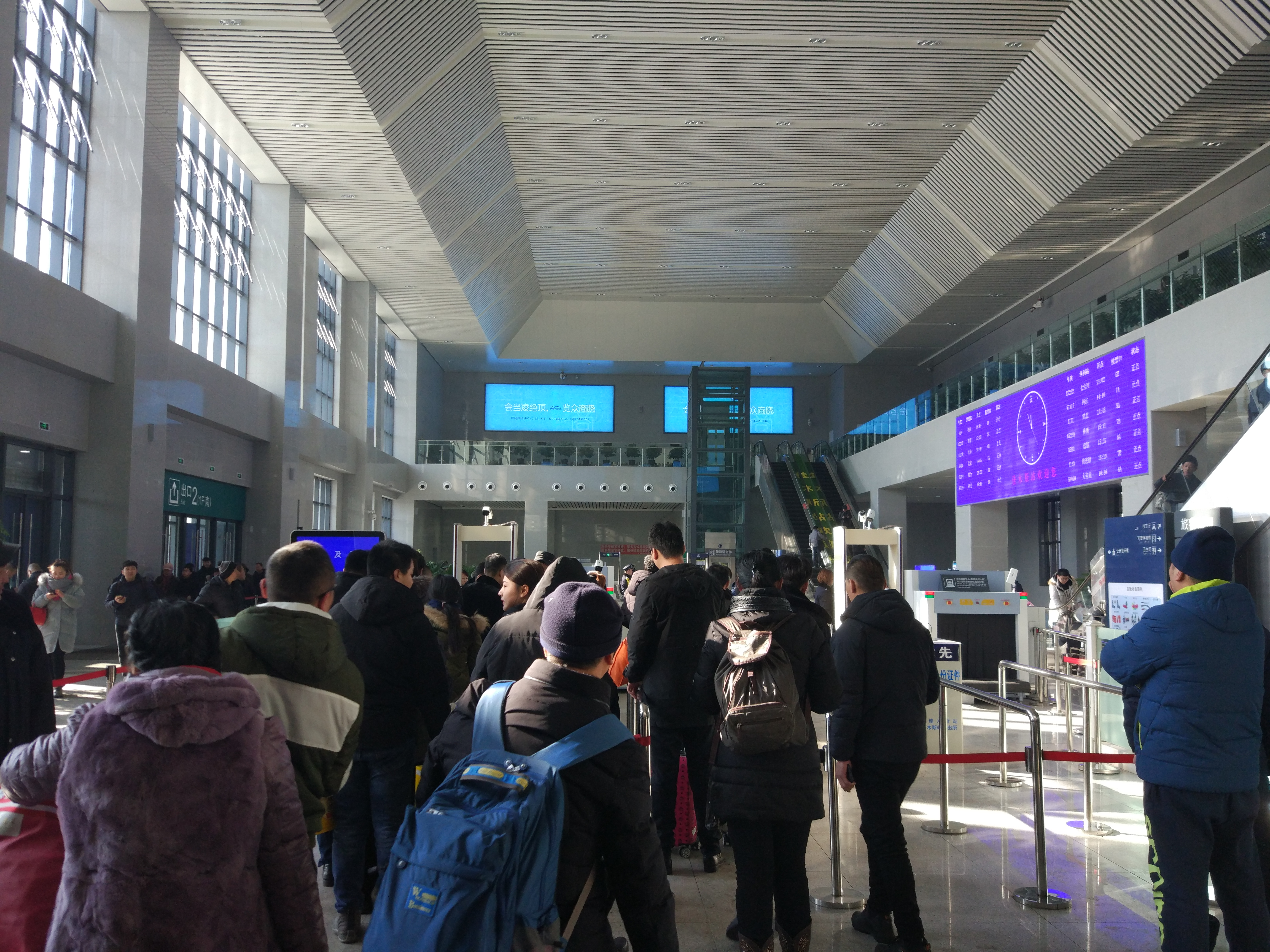
车站南站房进站口

佳木斯站目前站房于2018年完工，总建筑面积33866平方米；其中，原北站房改建后面积6885平方米，设有一座钟楼；南站房新建于2017年，面积8598平方米；两座站房由面积15843平方米的高架候车厅连接；出站综合楼为新建，面积2540平方米。
佳木斯站站房为暖黄色立面幕墙的欧式风格建筑，采用古典建筑设计手法，以蓝灰色屋顶搭配米黄色墙体，注重整体比例的协调；同时结合交通建筑特点做规律性的开窗，增强立面的韵律感，保证适当的开窗面积，以满足当地的保温要求。车站旅客流线为南北两侧双向进出、上进下出的形式。候车室内设有封闭的哺乳室、军人和老年人候车专座以及VIP候车专区。

### 站场

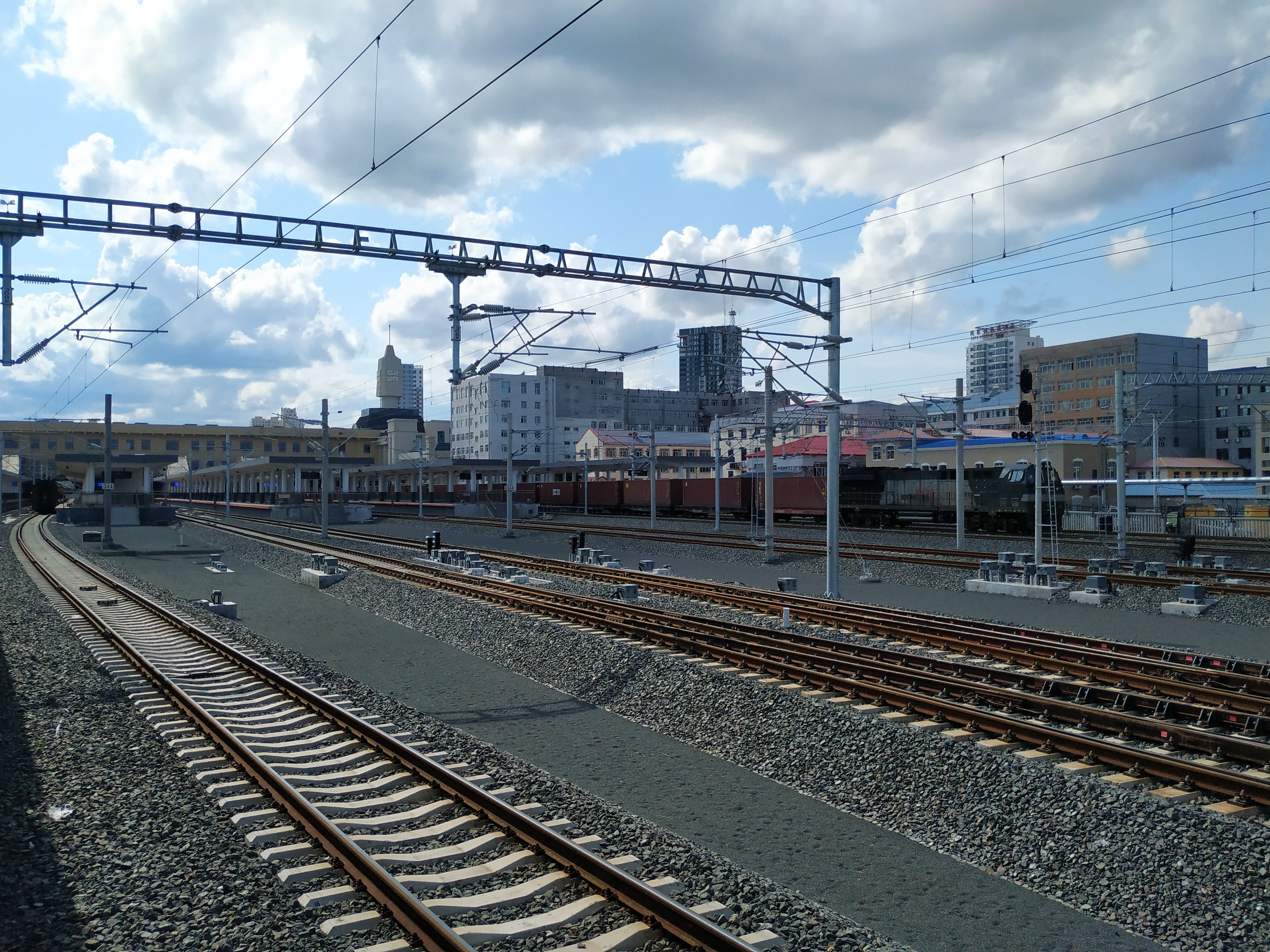
自K5166列车车窗向佳木斯站展望

佳木斯站设有7台14线，其中正线5条、到发线9条。

## 事故
2012年8月23日17时24分，佳木斯站内两列旅客列车车厢在连接过程中由于连挂冲动较大，造成24名未来得及下车旅客轻微摔伤。

## 旅客列车目的地
| 目的地地区 | 列车终到目的地 |
| ---------- | --- |
| 东北地区   | 哈尔滨站、哈尔滨西站、哈尔滨东站、齐齐哈尔站、齐齐哈尔南站、双鸭山西站、七台河西站、牡丹江站、鹤岗站、同江站、桦南站、抚远站、鹤北站、宝清站、嫩江站、乌伊岭站、大连站、大连北站、沈阳站、长春站、珲春站、通辽站 |
| 华北地区   | 北京站、北京朝阳站、石家庄站 |
| 华东地区   | 烟台站、温州站 |
| 西南地区   | 成都西站 |

## 途径公交
- 火车站（火车站北广场）：3路、4路、8路、12路、15路、18路、101路
- 火车南站（火车站南广场）：3路、23路
- 客运枢纽：15路、机场巴士
- 客运枢纽南门：18路
- 站前邮局：5路、12路、13路、14路、19路